# Have Heart
Have Heart est un groupe de punk hardcore straight edge américain, originaire de New Bedford, dans le Massachusetts. Le terme straight-edge signifie qu'ils prônent, par le biais de leurs paroles, un mode de vie où l'on fait le choix de ne consommer aucune forme de drogue. 
Formé en 2002, le groupe annonce sa séparation le 14 mai 2009. Après celle-ci, une partie des membres du groupe ont cessé de « pratiquer » le straight edge.

## Biographie
Initialement considéré comme un projet secondaire, le groupe devient vite le projet principal des membres. En juillet 2003, ils jouent leur premier concert et en novembre, une démo est lancée. Ce dernier attire l'intérêt du label Think Fast! Records, qui signe avec le groupe pour What Counts EP en 2004. Cet EP les aide à atteindre un public plus grand, résultant d'une tournée à travers plusieurs pays. 
En 2005, ils signent avec le label Bridge Nine Records, et dans l'année suivante, ils lancèrent l'album The Things We Carry, leur premier véritable disque. Puis en 2008 sort Songs to Scream at the Sun un tournant musical néanmoins très bien reçu par la critique et est cité album de l'année 2008 par Punk News. C'est en mai 2009 que le groupe décide de se séparer à la fin d'une glorieuse tournée mondiale (qui se terminera lors d'un dernier concert ayant lieu le 17 octobre 2009, à l'occasion du National Edge Day).

## Membres

### Derniers membres
- Patrick « Hatrick » Flynn - voix (2002–2009)
- Ryan Hudon - guitare (2002–2009)
- Kei « Mei Mei » Yasui - guitare (2005–2009)
- Ryan « Booty-Hole » Briggs - basse (2002–2009)
- Shawn Costa - batterie (2005–2009)

### Ancien membres
- Ryan Willis - guitare (2002–2003)
- Éric Saint-Jacques - guitare (2002–2004)
- Justin Failing - batterie (2002-2005)
- Ben B-Roll - guitare (2004-2005)

### Membres de tournée
- Chris Cox (2004)
- Austin Stemper - guitare (2009)

## Discographie
- 2003 : Demo
- 2004 : What Counts
- 2006 : The Things We Carry
- 2008 : Songs to Scream at the Sun